# 六名町 (岡崎市)
六名町（むつなちょう）は、愛知県岡崎市本庁地区の町名。丁番を持たない単独町名である。

## 地理
岡崎市中心部、本庁地区では南東に位置する。町域の大半は乙川の河川敷部分にある。

### 河川
- 乙川

### 小字
- 字今御堂（いまみどう）
- 字景山（かげやま）
- 字河原（かわはら）
- 字北下地（きたしもじ）
- 字中下地（なかしもじ）
- 字祢宜畑（ねぎばた）
- 字東下地（ひがししもじ）
- 字南下地（みなみしもじ）
- 字宮下（みやした）

## 小・中学校の学区
市立小・中学校に通う場合、学区は以下の通りとなる。
| 字     | 小学校             | 中学校             | 高等学校 |
| ------ | ------------------ | ------------------ | -------- |
| 字河原 | 岡崎市立城南小学校 | 岡崎市立南中学校   | 三河学区 |
| その他 | 岡崎市立六名小学校 | 岡崎市立竜海中学校 | 三河学区 |

## 歴史
額田郡下六名村の一部を前身とする。8世紀中頃に額田八郷の1つとして六名郷ができた。

### 町名の由来
真宮神社（現在は真宮町所在）にある6つの霊石に由来するとも、かつて尾張氏六人部が居住していたことによるとも言われている。

### 沿革
- 1872年（明治5年） - 額田郡六名村となる[9]。
- 1889年（明治22年）10月1日 - 町村制施行。上六名村・久後崎村・明大寺村・福島新田と合併し、三島村大字六名となる[9]。
- 1906年（明治39年）5月1日 - 岡崎町に編入し、同町大字六名となる[10]。
- 1916年（大正5年）7月1日 - 市制施行に伴い、岡崎市大字六名となる[10]。
- 1917年（大正6年）7月1日 - 六名町に改称[10]。
- 1980年（昭和55年）
  - 1月22日 - 一部が城南町となる[10][11]。
  - 3月18日 - 一部が上六名一〜四丁目・真宮町・三崎町・向山町・六名一〜三丁目・六名新町・六名東町・六名本町・六名南一〜二丁目・江口一〜三丁目・戸崎新町・戸崎元町・中田町となる[10][11]。

## 交通
- 愛知環状鉄道・愛知環状鉄道線
  - 通過するのみである。

## 施設
- 第1号六名緑地

## その他

### 日本郵便
- 郵便番号 : 444-0857[3]（集配局：岡崎郵便局[12]）。

## 参考資料
- 「角川日本地名大辞典」編纂委員会 編『角川日本地名大辞典 23 愛知県』角川書店、1989年3月8日。ISBN 4-04-001230-5。
- 有限会社平凡社地方資料センター 編『日本歴史地名体系第23巻 愛知県の地名』平凡社、1981年。ISBN 4-582-49023-9。
- 新編岡崎市史編さん委員会 編『新編岡崎市史 総集編 20』1993年。